# Ministerio de Educación (Tonga)
El Ministerio de Educación es el ministerio del gobierno del Reino de Tonga que es responsable de la administración del sistema educativo nacional. Desea fomentar un entorno de políticas en el que los maestros puedan operar de manera efectiva y donde los estudiantes puedan participar y alcanzar un alto nivel. También asegura que el sistema educativo sea capaz de responder rápida y efectivamente a las tendencias sociales y económicas a medida que surjan, y pueda satisfacer las diversas necesidades de diferentes comunidades, empleadores y la sociedad en general.

## Estructura
- Siaosi Sovaleni - Ministro de Educación[2]
- Claude Tupou - Director Ejecutivo[3]